# P+R Westraven
P+R Westraven, eerder bekend als Transferium/Westraven, is een transferium en een van de haltes van de Utrechtse sneltram. Het is gelegen tussen de A12 en de Jutphasebrug over het Amsterdam-Rijnkanaal.
Het transferium heeft met de sneltram een snelle verbinding met het centrum van Utrecht.
Op de halte stoppen tramlijnen 20 en 21.
In februari 2005 en in de zomer van 2020 zijn enkele haltes van deze tram gerenoveerd, zo ook halte P+R Westraven.

## Naamswijziging
Voordat er hier een transferium werd gebouwd heette de halte alleen Westraven. Westraven is de naam van het gebied ten noorden van de zuidelijkste punt van het Kanaleneiland, waar het Amsterdam-Rijnkanaal en het Merwedekanaal elkaar kruisen.
P+R Science Park · WKZ/Máxima · UMC Utrecht · Heidelberglaan · Padualaan · De Kromme Rijn · Stadion Galgenwaard · Station Utrecht Vaartsche Rijn · CS Centrumzijde · CS Jaarbeursplein · Graadt van Roggenweg · 24 Oktoberplein-Zuid · Winkelcentrum Kanaleneiland · Vasco da Gamalaan · Kanaleneiland Zuid · P+R Westraven · Zuilenstein · Batau-Noord · Wijkersloot · Nieuwegein City · Merwestein · Fokkesteeg · Wiersdijk · Nieuwegein-Zuid
P+R Science Park · WKZ/Máxima · UMC Utrecht · Heidelberglaan · Padualaan · De Kromme Rijn · Stadion Galgenwaard · Station Utrecht Vaartsche Rijn · CS Centrumzijde · CS Jaarbeursplein · Graadt van Roggenweg · 24 Oktoberplein-Zuid · Winkelcentrum Kanaleneiland · Vasco da Gamalaan · Kanaleneiland Zuid · P+R Westraven · Zuilenstein · Batau-Noord · Wijkersloot · Nieuwegein City · St. Antonius Ziekenhuis · Doorslag · Hooghe Waerd · Clinckhoeff · Eiteren · Achterveld · Binnenstad · IJsselstein-Zuid